# Eleccions estatals a Mato Grosso do Sul el 2022
|  | Per altres eleccions, vegeu les eleccions generals del Brasil de 2022. |

Les eleccions estatals a Mato Grosso do Sul el 2022 tindran lloc el 2 d'octubre (primera volta) i el 30 d'octubre. Els votants elegibles triaran un governador, un vicegovernador, un senador, 8 diputats federals i 24 diputats estatals. L'actual governador interí és Reinaldo Azambuja, del Partit Socialdemòcrata brasiler, per a les eleccions al Senat federal, la vacant ocupada per Simone Tebet, de l'MDB, escollida el 2014, està en disputa.
L'exministra Tereza Cristina Corrêa da Costa Dias va aconseguir l'escó de senadora. El càrrec de governador serà per Eduardo Riedel, qui va batre en la segona volta al candidat Renan Contar.

## Candidats al govern
- Marquinhos Trad
- Andre Puccinelli
- Eduardo Riedel
- Rose Modesto
- Adonis Marcos
- Magno-Souza
- Renan Contar
- Giselle

## Candidats al Senat
- Anizio Tocchio
- Luiz Henrique Mandetta
- Odilon de Oliveira
- Tereza Cristina
- Jefferson Bezerra
- Tiago Botelho